# Les Messagers du temps (série romanesque)
Pour l’article homonyme, voir Les Messagers du temps (livre-jeu).
Les Messagers du temps est une série de romans historiques pour la jeunesse d'Évelyne Brisou-Pellen publiés de 2009 à 2011. Cette série est finie.

## Présentation
En 2009, Brisou-Pellen commence une nouvelle série de romans d'aventure sur fond historique avec trois personnages principaux, Morgana, Petrus et Windus. Ces trois héros ont vécu dans un autre temps la vie de druide et en ont gardé des pouvoirs particuliers qu'ils utiliseront lors de leurs nombreux retours sur Terre, à l'occasion d'évènements historiques importants. Ils auront face à eux trois un autre personnage, maléfique et avide de gloire et de puissance, surnommé le "Quatrième". 

## Titres
La série Les Messagers  du Temps est publiée aux éditions Gallimard Jeunesse dans la collection Folio Junior, illustrée par Philippe Munch.
1. Rendez vous à Alésia (2009)
2. Le Maître de Lugdunum (2009)
3. L'Otage d'Attila (2010)
4. Le Sceau de Clovis (2010)
5. L'Épée des rois fainéants (2010)
6. Le Noël de l'an 800 (2010)
7. Hugues Capet et les Chevaliers noirs (2010)
8. Le Faucon du roi Philippe (2011)
9. Le Chevalier de Saint-Louis (2011)
10. Le Royaume d'Osiris (2011)